# Network Rail
Network Rail ist ein nicht gewinnorientiertes Unternehmen im Vereinigten Königreich, das im Besitz der Sachanlagen der ehemaligen staatlichen Bahngesellschaft British Rail ist. Network besitzt die gesamte Infrastruktur, bestehend aus Gleisen, Signalen, Tunneln, Brücken, Bahnübergängen und die meisten Bahnhöfe, jedoch nicht das Rollmaterial. Network Rail übernahm am 3. Oktober 2002 für 500 Millionen Pfund die Anlagen von Railtrack, einer Tochtergesellschaft der Railtrack Group, die sich seit Oktober 2001 in Liquidation befand.
Das Unternehmen hat die Gesellschaftsform einer Company limited by guarantee. Es wird privatwirtschaftlich betrieben, besitzt aber kein Aktienkapital. An Stelle von Aktionären treten Bürgen; im Falle von Network Rail sind dies 116 zumeist öffentlich-rechtliche Körperschaften. Allfällige Gewinne werden in den Ausbau oder die Erneuerung der Betriebsanlagen reinvestiert.

## Unterschied zwischen Network Rail und National Rail
Der Begriff Network Rail ist nicht zu verwechseln mit dem Begriff National Rail. Network Rail ist eine juristische Person, welche die festen Anlagen auf dem britischen Eisenbahnnetz besitzt. National Rail hingegen ist ein Markenname, mit dem die Gesamtheit aller Personenverkehrsangebote der meisten Bahngesellschaften bezeichnet wird.
Die Netze von Network Rail und National Rail sind in geographischer Hinsicht sehr ähnlich, jedoch nicht ganz deckungsgleich. Auf den meisten Strecken von Network Rail gibt es Güterverkehr, auf einigen gibt es ausschließlich Güterverkehr. Einige Strecken werden nicht durch das Angebot von National Rail abgedeckt, dazu zählen insbesondere High Speed 1, der Heathrow Express, die Tyne and Wear Metro und die London Underground. Umgekehrt wiederum gibt es Angebote von National Rail, die nicht auf dem Streckennetz von Network Rail verkehren (z. B. Parallelverkehr zu einigen Linien der London Underground).

## Unternehmensentwicklung
Im Oktober 2003 übernahm Network Rail sämtliche Unterhaltsarbeiten, die bisher von Privatunternehmen ausgeführt wurden. Gründe waren Bedenken über die Qualität der ausgeführten Arbeiten durch einige Unternehmen sowie massive Kostenüberschreitungen. Network Rail beteuerte, dies sei kein Schritt in Richtung Wiederverstaatlichung. Doch viele Beobachter deuteten diesen Schritt als Zeichen, dass die Privatisierung der britischen Eisenbahnen ihren Höhepunkt überschritten hatte.
Dieser Eindruck wurde verstärkt, als Network Rail im Februar 2004 im Bahnhof Waterloo in London ein Betriebszentrum eröffnete, das gemeinsam mit der Bahngesellschaft South West Trains betrieben wird. Dies war die erste derart enge Zusammenarbeit seit der zwischen 1994 und 1997 schrittweise durchgeführten Privatisierung. Seither sind fünf weitere solche Betriebszentren entstanden, die gemeinsam von Network Rail und einer Bahngesellschaft betrieben werden (Croydon, Glasgow, London Blackfriars, London Liverpool Street und Swindon).
Die Erneuerung von Gleisen und Signalanlagen erfolgt in der Regel durch Privatunternehmen, die mit Network Rail einen Vertrag abgeschlossen haben. Das größte aktuelle Projekt ist die vollständige, mehrere Milliarden Pfund teure Modernisierung der West Coast Main Line zwischen London und Glasgow.
Seit seiner Gründung ist Network Rail bestrebt, die firmeneigene Kompetenz im Ingenieurwesen zu erweitern. Verschiedene tödliche Zugunglücke, die ihre Ursache in der mangelhaften Projektausführung durch Privatunternehmen haben, führten dazu, dass Network Rail zahlreiche Verträge auflöste oder einzelne Unternehmen sich freiwillig aus dem Bahninfrastrukturgeschäft zurückzogen. Im Gegenzug übernahm Network Rail diese Aufgaben selbst.
Das Unternehmen kündigte Anfang 2013 an, bis 2019 37,5 Milliarden Britische Pfund in den Ausbau und die Modernisierung des Netzes zu investieren. Damit soll die Kapazität für 170.000 zusätzliche Sitzplätze zur Hauptverkehrszeit geschaffen werden. Zur Gegenfinanzierung sollten 4.000 Stellen gestrichen werden.
Die Schulden des Unternehmens stiegen im Laufe der Zeit kontinuierlich an. Zu Preisen von 2022/2023 hatte British Rail in seinem letzten Jahr (1993/94) 4,6 Milliarden Britische Pfund Schulden. Im ersten ganzen Jahr von Railtrack (1996/1997) waren es 855 Millionen, im Jahr 2021/2022 schließlich 55,8 Milliarden Pfund.

### Geplante Auflösung
Im Mai 2021 gab die britische Regierung bekannt, dass Network Rail durch die neue staatliche Eisenbahngesellschaft Great British Railways ersetzt werden soll, was bisher (Stand: 24. Februar 2025) aber noch nicht geschehen ist.

## Gliederung

Strecken in England und Wales 2014

Das Streckennetz ist in 5 geographische Regionen aufgeteilt (von Network Rail selbst als "Routen" bezeichnet):
| Aktuelles Streckennetz | Strecken                                 | Altes Streckennetz bis 2019 | Altes Streckennetz bis 2019 | Altes Streckennetz bis 2019                                     | Altes Streckennetz bis 2009 |
| ---------------------- | ---------------------------------------- | --------------------------- | --------------------------- | --------------------------------------------------------------- | --- |
| Eastern                | Route 1: Anglia Route                    | D                           |                             | East Anglia                                                     | * Route 5: West Anglia * Route 6: North London Line and Thameside * Route 7: Great Eastern |
| Eastern                | Route 1: Anglia Route                    | E                           |                             | North London Line                                               | * Route 5: West Anglia * Route 6: North London Line and Thameside * Route 7: Great Eastern |
| Eastern                | Route 1: Anglia Route                    | F                           |                             | Thameside                                                       | * Route 5: West Anglia * Route 6: North London Line and Thameside * Route 7: Great Eastern |
| Eastern                | Route 2: East Midlands Route             | I                           |                             | East Midlands                                                   | * Route 8: East Coast Main Line * Route 9: North East Routes * Route 10: North Trans-Pennine, North and West Yorkshire * Route 11: South Trans-Pennine, South Yorkshire and Lincolnshire * Route 19: Midland Main Line and East Midlands |
| Eastern                | Route 3: North and East Route            | H                           |                             | Cross-Pennine, Yorkshire & Humber and North West (East section) | * Route 8: East Coast Main Line * Route 9: North East Routes * Route 10: North Trans-Pennine, North and West Yorkshire * Route 11: South Trans-Pennine, South Yorkshire and Lincolnshire * Route 19: Midland Main Line and East Midlands |
| Eastern                | Route 3: North and East Route            | G                           |                             | East Coast Main Line and North East                             | * Route 8: East Coast Main Line * Route 9: North East Routes * Route 10: North Trans-Pennine, North and West Yorkshire * Route 11: South Trans-Pennine, South Yorkshire and Lincolnshire * Route 19: Midland Main Line and East Midlands |
| Eastern                | Route 4: East Coast Route                | G                           |                             | East Coast Main Line and North East                             | * Route 8: East Coast Main Line * Route 9: North East Routes * Route 10: North Trans-Pennine, North and West Yorkshire * Route 11: South Trans-Pennine, South Yorkshire and Lincolnshire * Route 19: Midland Main Line and East Midlands |
| North West and Central | Route 5: North West Route                | H                           |                             | Cross-Pennine, Yorkshire & Humber and North West (West section) | * Route 16: Chilterns * Route 17: West Midlands * Route 18: West Coast Main Line * Route 20: North West Urban * Route 21: Merseyrail * Route 23: North West Rural                                                                        |
| North West and Central | Route 5: North West Route                | N                           |                             | West Coast Main Line                                            | * Route 16: Chilterns * Route 17: West Midlands * Route 18: West Coast Main Line * Route 20: North West Urban * Route 21: Merseyrail * Route 23: North West Rural                                                                        |
| North West and Central | Route 5: North West Route                | O                           |                             | Merseyside                                                      | * Route 16: Chilterns * Route 17: West Midlands * Route 18: West Coast Main Line * Route 20: North West Urban * Route 21: Merseyrail * Route 23: North West Rural                                                                        |
| North West and Central | Route 6: Central Route                   | M                           |                             | West Midlands and Chilterns                                     | * Route 16: Chilterns * Route 17: West Midlands * Route 18: West Coast Main Line * Route 20: North West Urban * Route 21: Merseyrail * Route 23: North West Rural                                                                        |
| North West and Central | Route 7: West Coast Mainline South Route | N                           |                             | West Coast Main Line                                            | * Route 16: Chilterns * Route 17: West Midlands * Route 18: West Coast Main Line * Route 20: North West Urban * Route 21: Merseyrail * Route 23: North West Rural                                                                        |
| Scotland's Railway     | Route 8: Scotland Route                  | P                           |                             | Scotland East                                                   | * Route 24: East of Scotland * Route 25: Highlands * Route 26: Strathclyde and South West Scotland |
| Scotland's Railway     | Route 8: Scotland Route                  | Q                           |                             | Scotland West                                                   | * Route 24: East of Scotland * Route 25: Highlands * Route 26: Strathclyde and South West Scotland |
| Southern               | Route 9: Kent Route                      | A                           |                             | Kent and High Speed 1                                           | * Route 1: Kent * Route 2: Brighton Main Line and Sussex |
| Southern               | Route 12: Network Rail High Speed        | A                           |                             | Kent and High Speed 1                                           | * Route 1: Kent * Route 2: Brighton Main Line and Sussex |
| Southern               | Route 10: Sussex Route                   | B                           |                             | Sussex                                                          | * Route 1: Kent * Route 2: Brighton Main Line and Sussex |
| Southern               | Route 11: Wessex Route                   | C                           |                             | Wessex                                                          | * Route 3: South West Main Line * Route 4: Wessex Routes |
| Wales & Western        | Route 13: Wales Route                    | L                           |                             | Wales                                                           | * Route 13: Great Western Main Line (Teilstück) * Route 14: South and Central Wales and Borders * Route 15: South Wales Valleys * Route 22: North Wales and Borders                                                                      |
| Wales & Western        | Route 14: Western Route                  | J                           |                             | London and West                                                 | * Route 12: Reading – Penzance * Route 13: Great Western Main Line (Teilstück) |
| Wales & Western        | Route 14: Western Route                  | K                           |                             | West of England                                                 | * Route 12: Reading – Penzance * Route 13: Great Western Main Line (Teilstück) |

## Bahnhöfe
Network Rail besitzt beinahe alle Bahnhöfe auf dem Streckennetz von National Rail. Die Betriebsführung liegt in der Regel bei jener Bahngesellschaft, deren Züge im betreffenden Bahnhof am häufigsten verkehren. Direkt von Network Rail werden 18 der größten und meistfrequentierten Bahnhöfe des Landes betrieben. Dies sind:
| Nationale Bahnhöfe - Birmingham New Street - Bristol Temple Meads - Edinburgh Waverley - Glasgow Central - Leeds - Liverpool Lime Street - Manchester Piccadilly - Reading |  | Bahnhöfe in London - London Bridge - London Cannon Street - London Charing Cross - London Euston - London King's Cross - London Liverpool Street - London Paddington - London St. Pancras - London Victoria - London Waterloo |